# Février 1906

## Événements
- Le parlement hongrois est évacué manu militari puis dissout.

- 1er février : création de la Province Autonome de Jambi à Sumatra[1]. Annexion par les Néerlandais du sultanat de Djambi, suivie de celle des districts de Kota Besar, de Batang Hari et de Kuantan.

- 7 février : victoire des libéraux aux législatives au Royaume-Uni (400 sièges pour 157 aux conservateurs, 30 aux travaillistes et 83 aux nationalistes irlandais). Fin du ministère conservateur unioniste Salisbury-Balfour. mise en place d'un ministère libéral dirigé par Sir Henry Campbell-Bannerman.

- 8 février : fondation du Labour Party (travailliste) au Royaume-Uni dirigé par Ramsay MacDonald et James Keir Hardie.

- 10 février : lancement du Dreadnought, le plus grand et puissant cuirassé du monde à ce jour.

- 17 février : Armand Fallières est élu président de la République française.

## Naissances
- 2 février : Sim Var, premier ministre cambodgien († octobre 1989).
- 4 février :
  - Nicholas Georgescu-Roegen, mathématicien et économiste roumain, théoricien de la décroissance († 30 octobre 1994).
  - Clyde William Tombaugh, astronome américain († 17 janvier 1997).
- 7 février : Pu Yi, dernier empereur de Chine († 17 octobre 1967).
- 14 février : Roland Beaudry, homme politique fédéral provenant du Québec († 14 décembre 1964).
- 18 février[2] : Fodil El Ouartilani, penseur et militant anti-colonialiste algérien proche des Frères musulmans († 12 mars 1959).
- 19 février : Joseph Wauters, coureur cycliste belge († 8 août 1975).
- 20 février : Gale Gordon, acteur américain († 30 juin 1995).
- 22 février : Egano Righi-Lambertini, cardinal italien, nonce apostolique au Liban (en), puis au Chili (en), en Italie (en) et enfin en France († 4 octobre 2000).
- 26 février : Níkos Chatzikyriákos-Ghíkas, peintre, sculpteur, graveur et écrivain grec († 3 septembre 1994).

## Décès
- 7 février : Florentin Trawiński, historien de l'art franco-polonais (° 1er octobre 1850).
- 10 février : Adolphe Perraud, cardinal français, oratorien, évêque d'Autun (° 7 février 1828).
- 13 février : Albert Gottschalk, peintre danois (° 3 juillet 1866).
- 22 février : Adrien Moreau, peintre français (° 18 août 1843).